# Tjaš
Tjaš je moško osebno ime.

## Različice imena
Matej, Matjaž, Tjaž, Tjašo, Tjošo, Tjuš in ženska oblika Tjaša

## Izvor imena
Ime Tjaš je skupaj z različico Tjaž skrajšana oblika imena Matjaž ali Matej. Ime Tjaša je lahko ženska oblika imena Tjaš, še bolj verjetno pa ruska tvorjenka iz imena Tatjana. Ime Tjaš je lahko tudi možna moška oblika imena Tjaša. 

## Pogostost imena
Po podatkih Statističnega urada Republike Slovenije je bilo na dan 31. decembra 2007 v Sloveniji 148 oseb z imenom Tjaš. Ostale različice imena, ki so bile na ta dan tudi v uporabi: Tjuš (7).

## Osebni praznik
V koledarju je ime Tjaš uvrščeno k imenu Matija, god praznuje 24. februarja.